# Nirgendwo in Afrika
Nirgendwo in Afrika (Brasil: Lugar Nenhum na África / Portugal: Nenhum Lugar da África) é um filme alemão de 2001, dirigido e produzido por Caroline Link.

## Sinopse
Em 1938, pouco antes de estourar a 2ª Guerra Mundial, a família Redlich foge da Alemanha e se instala no Quênia, na África. Lá o advogado Walter Redlich passa a trabalhar numa fazenda, enquanto sua mulher Jettel, filha de uma família burguesa, tenta se adaptar à nova vida. Regina, a filha do casal, cresce e aprende a língua e os costumes locais, encontrando no cozinheiro Owunor um amigo. Quando a guerra está acabando Walter recebe uma proposta para atuar como juiz em Frankfurt. Depois de tantos anos em que aprenderam a amar o novo país, Jettel e Regina começam a duvidar se voltarão para a Alemanha com ele.

## Elenco
- Juliane Köhler
- Merab Ninidze
- Matthias Habich